# NGC 7413
NGC 7413 is een elliptisch sterrenstelsel in het sterrenbeeld Pegasus. Het hemelobject werd op 2 september 1886 ontdekt door de Amerikaanse astronoom Lewis A. Swift.

## Synoniemen
- MCG 2-58-35
- ZWG 430.29
- NPM1G +12.0574
- PGC 69997